# Josef Dietsche

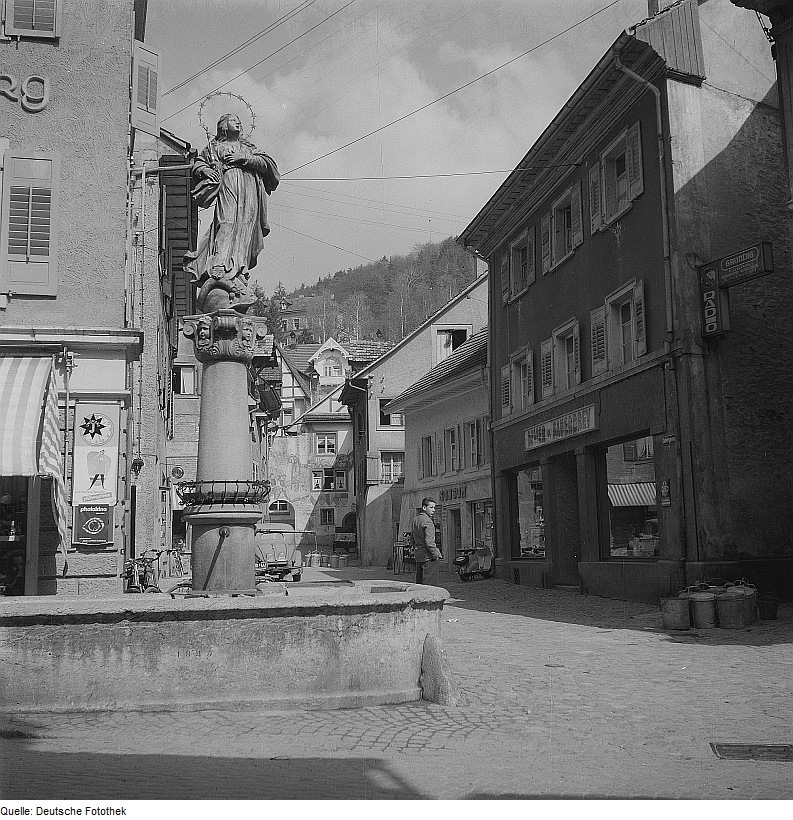
Marienbrunnen in Tiengen

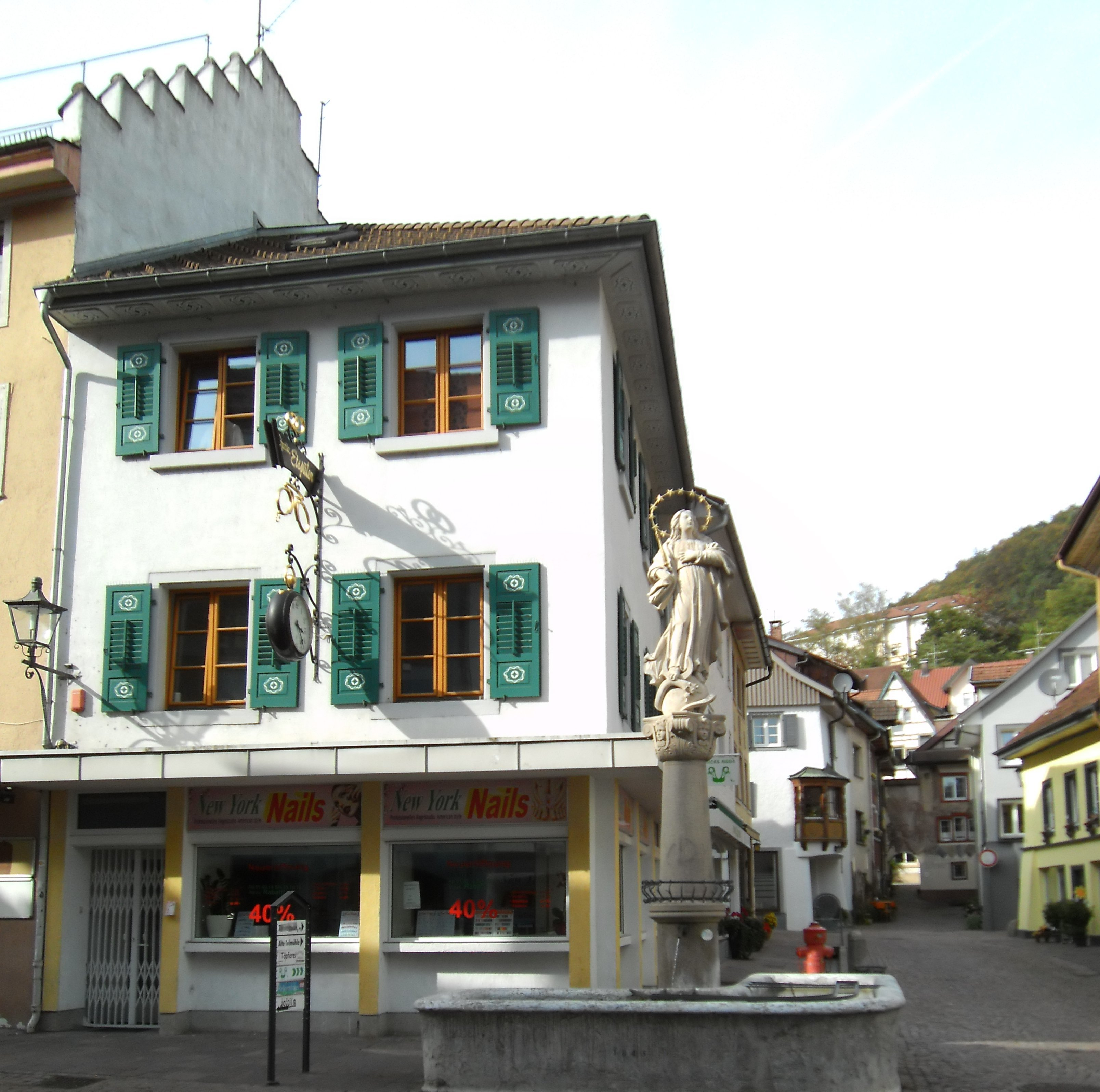
Marienbrunnen in Tiengen

Josef Dietsche, auch Joseph Dietsche (* 1708 in Dogern; † 18. April 1752 in Tiengen) war ein deutscher Bildhauer des Barock.

## Leben
Joseph Dietsche wurde 1708 in Dogern bei Waldshut geboren. 1732 heiratete er Maria Elisabeth Metzger in Tiengen. Joseph Dietsche schuf im Oberrheingebiet mehrere Skulpturen aus Sandstein für Brunnen und Brücken. In Tiengen haben sich die Brunnenskulpturen des Hl. Josef und der Immaculata erhalten. Für Waldshut fertigte er 1734 die Marienstatue für den Hauptbrunnen vor dem Rathaus. Die Marienstatue, des 1862 abgerissenen Brunnens ist heute auf der Seltenbachbrücke aufgestellt. Eine 1739 für Neuenburg am Rhein geschaffene und vor dem Spital aufgestellte Nepomukstatue wurde 1977 durch eine Kopie ersetzt. Das Original wird im dortigen Museum für Stadtgeschichte aufbewahrt. Am 18. April 1752 verstarb Joseph Dietsche vermutlich an den Folgen eines Unfalls in Tiengen.